# チャールズ・N・リー
チャールズ・N・リー（Charles N. Li、1940年 - ）は、中国出身のアメリカ合衆国の言語学者。中国での名前は李訥(Lǐ Nà)だが、論文は英語名で発表している。
言語類型論に関する多くの論文がある。また、現代中国語文法書『Mandarin Chinese』でも知られる。

## 生涯
リーが渡米するまでの経緯は自伝『The Bitter Sea』に詳しく書かれている。それによると、リーは日中戦争中に6人兄弟の末っ子として上海で生まれ、幼少期を南京で過ごした。父の李聖五は汪兆銘政権の部長（大臣）であり、戦後は漢奸として懲役15年の刑を受けたが、国共内戦の激化した1948年に釈放され、香港に移住した。父が刑務についている間、リーは上海のおばのもとで過ごしたが、中華人民共和国成立後の1950年に香港にいる家族に合流した。1957年に中華人民共和国の大学に入学するために広州に入るが、漢奸の息子であるために入学することはできず、香港に戻って崇基学院（香港中文大学の前身のひとつ）に入学した。
1961年に渡米してボウディン大学に入学した。卒業後スタンフォード大学に移り、1971年にカリフォルニア大学バークレイ校の博士号を取得した。カリフォルニア大学サンタバーバラ校の言語学教授をつとめたが、現在は退官している。

## 業績
リーは1970年代にUCLAのサンドラ・トンプソンと共著で多くの論文を発表し、また多数の著者による論文集を編集した。1976年の論文では言語を主語優勢言語（印欧語など）、主題優勢言語（中国語など）、主語・主題の両方が優勢な言語（日本語など）、どちらも優勢でない言語（タガログ語など）の4つの類型に分け、それらの通時的変化を論じた。
『Mandarin Chinese』(1981、トンプソンと共著)では、中国語の語順の類型的特徴を論じて、中国語は主題優勢言語であり、また文法的機能ではなく意味によって語順が決まるため、SVO であるとも SOV であるとも言えないとした。また、中国語は VO 的な特徴（前置詞の存在、助動詞が動詞の前に来る）と、OV 的な特徴（前置詞句・副詞・関係節が動詞に前置されるなど）の両方を持っているが、とくに北京語はほかの言語にくらべて OV 的な特徴が多く、VO 言語から OV 言語に変化しつつあると主張した。
中国語以外にワッポ語（英語版）の研究を行っている。
リーは中国語を中心に研究を行っていたが、のちには進化言語学に関する学際的研究を行った。

## 主な著作
- Li, Charles N, ed (1975). Word Order and Word Order Change. University of Texas Press

語順に関する類型を扱った論文集
- Li, Charles N, ed (1976). Subject and Topic. Academic Press

主語と主題に関する類型を扱った論文集
- Li, Charles N, ed (1977). Mechanisms of Syntactic Change. University of Texas Press

統辞論の通時的変化を扱った論文集
- Li, Charles N; Thompson, Sandra A (1981). Mandarin Chinese: A Functional Reference Grammar. University of California Press

英語で書かれた現代中国語口語文法の代表的な作品。台湾で『漢語語法』の題で中国語訳が出版されているが、著者名は「李伊」になっている。
- Thompson, Sandra A; Park, Joseph Sung-Yul; Li, Charles N (2006). A Reference Grammar of Wappo. University of California Press

サンフランシスコの北で話されていたワッポ語の研究。
- Li, Charles N (2008). The Bitter Sea: Coming of Age in a China before Mao. Harper Collins

渡米するまでの自分とその周辺（とくに父親）について語った著書。